# A Voepass Linhas Aéreas 2283-as járatának katasztrófája
A Voepass Linhas Aéreas 2283-as járata a Voepass Linhas Aéreas által üzemeltetett ATR 72-500 típusú brazil utasszállító repülőgép volt, úton Cascavelből Guarulhosba, amely Vinhedo közelében 2024. augusztus 9-én lezuhant. A repülőgép 5200 méteres magasságban repült, amikor helyi idő szerint 13:22 körül a gép irányíthatatlanná vált és gyors zuhanásba kezdett. Beszámolók szerint a fedélzeten ötvenhét utas és egy négyfős személyzet tartózkodott. 2011 óta ez volt az első halálos kimenetelű baleset a brazil légiközlekedés történetében és az első a légitársaság 1995-ös alapítása óta.

## A gép
Az érintett repülőgép egy 14 éves, PS-VPB lajstromjelű, két Pratt & Whitney Canada PW127F hajtóművel felszerelt, ATR 72-500 típusú turbólégcsavaros repülőgép volt. A Voepass 2022 szeptemberében vásárolta meg az indonéz Pelita Air Service légitársaságtól.

## A személyzet és az utasok
A kapitány a 61 éves Humberto de Campos Alencar e Silva, az első tiszt pedig a 35 éves Danilo Santos Romano volt. A fedélzeten tartózkodó 61 fő mindegyike brazil nemzetiségű volt.

## Események
A repülőgép a Paraná államban található Cascavelből tartott São Paulóba. A légiirányítás helyi idő szerint 13:22-kor elvesztette a kapcsolatot a járattal, és tűzoltók jelentései alapján a repülőgép a São Paulo államban található Vinhedo város területén zuhant le, 76 kilométerre északnyugatra São Paulótól.
A repülőgép egy társasház közelében zuhant le a Capela kerület egyik lakónegyedében, a földön sérültekről nem érkezett hír. A korábbi jelentésektől eltérően a repülőgép egy lakóparkban található ház udvarára zuhant, és a földön senki sem vesztette életét vagy sérült meg. A katasztrófa előtti pillanatokban készült videókon látható, hogy a repülőgép spirálisan zuhant az orrával lefelé mutatva.
A brazil GloboNews televíziós hírcsatorna megszakította közvetítését az olimpiai játékokról, hogy élőben mutassa a baleset helyszínét. A csatorna felvételein látszott még, hogy kigyulladt egy nagy terület és sűrűn füstöl a repülőgép törzse. A repülőgép fedélzetén tartózkodó mind a 61 fő (57 utas és 4 fős személyzet) életét vesztette. A baleset helyszínén talált holttestek többsége erősen megégett, ami megnehezítette az áldozatok azonosítását.

## Következmények
Lula da Silva, Brazília elnöke, aki éppen az ország déli részén egy rendezvényen vett részt, egy perces néma csenddel emlékezett meg a fedélzeten lévőkről, amikor a baleset híre napvilágot látott. Még aznap este háromnapos nemzeti gyászt hirdetett a baleset miatt.

## A nyomozás
A brazil repülési baleseteket kivizsgáló és megelőző központ (CENIPA) vizsgálatot indított a baleset ügyében. A CENIPA vezetője, Marcelo Moreno a baleset napján közölte, hogy mindkét repülési adatrögzítőt, a pilótafülke hangrögzítőjét és a repülési adatrögzítőt, megtalálták és a hivatal birtokában vannak.

## Lásd még
- A Yeti Airlines 691-es járatának katasztrófája
- A TransAsia Airways 235-ös járatának katasztrófája

## Fordítás
- Ez a szócikk részben vagy egészben  a   Voepass Linhas Aéreas Flight 2283 című angol Wikipédia-szócikk ezen változatának fordításán alapul.  Az eredeti cikk szerkesztőit annak laptörténete sorolja fel. Ez a jelzés csupán a megfogalmazás eredetét és a szerzői jogokat jelzi, nem szolgál a cikkben szereplő információk forrásmegjelöléseként.